# كرة القدم في الألعاب الأولمبية الصيفية 2020 – تصفيات السيدات

تنافست اثنتا عشرة منتخباً في كرة القدم في الألعاب الأولمبية الصيفية 2020 (والتي أُجِّلت إلى عام 2021 بسبب جائحة فيروس كورونا المستجد).

## جدول التصفيات
| طريقة التأهل                                       | التواريخ                        | الدولة أو الملاعب | عدد المقاعد | المنتخبات المتأهلة                |
| -------------------------------------------------- | ------------------------------- | ----------------- | ----------- | --------------------------------- |
| الدولة المستضيفة                                   | —                               | —                 | 1           | اليابان                           |
| كوبا أمريكا للسيدات 2018                           | 4–22 أبريل 2018                 | تشيلي             | 1           | البرازيل                          |
| بطولة أمم أوقيانوسيا للسيدات 2018                  | 18 نوفمبر – 1 ديسمبر 2018       | كاليدونيا الجديدة | 1           | نيوزيلندا                         |
| كأس العالم للسيدات 2019 (كمنافسات يويفا التأهيلية) | 7 يونيو – 7 يوليو 2019          | فرنسا             | 3           | هولندا · السويد · بريطانيا العظمى |
| بطولة تصفيات كونكاكاف الأولمبية للسيدات 2020       | 28 يناير – 9 فبراير 2020        | الولايات المتحدة  | 2           | الولايات المتحدة · كندا           |
| تصفيات أفريقيا الأولمبية للسيدات 2020              | 5–10 مارس 2020                  | عدة دول           | 1           | زامبيا                            |
| تصفيات آسيا الأولمبية للسيدات 2020                 | 6–11 مارس 2020 و8–13 أبريل 2021 | عدة دول           | 2           | أستراليا · الصين                  |
| ملحق CAF–CONMEBOL                                  | 10–13 أبريل 2021                | تركيا             | 1           | تشيلي                             |
| المجموع                                            |                                 |                   | 12          |                                   |

- ^ التواريخ والملاعب تخص البطولات النهائية (أو الجولة النهائية من التصفيات)، وقد تسبق هذه المباريات مراحل تصفية مختلفة تُقام في أماكن أخرى.

## كوبا أمريكا 2018
تأهل منتخب البرازيل إلى الأولمبياد بعد فوزه بلقب كوبا أمريكا. بينما تأهل منتخب تشيلي إلى الملحق لمواجهة الكاميرون، صاحب المركز الثاني في تصفيات أفريقيا.

### المنتخبات المتأهلة
شاركت جميع المنتخبات العشرة الأعضاء في اتحاد أمريكا الجنوبية لكرة القدم (كونميبول) في البطولة.
| المنتخب                | عدد المشاركات | أفضل إنجاز سابق                              | تصنيف الفيفا مع بداية البطولة |
| ---------------------- | ------------- | -------------------------------------------- | ----------------------------- |
| الأرجنتين              | السابعة       | البطلات (2006)                               | 37                            |
| بوليفيا                | السابعة       | المركز الخامس (1995)                         | 84                            |
| البرازيل (حاملة اللقب) | الثامنة       | البطلات (1991، 1995، 1998، 2003، 2010، 2014) | 8                             |
| تشيلي (المستضيفة)      | الثامنة       | الوصافة (1991)                               | 40                            |
| كولومبيا               | السادسة       | الوصافة (2010، 2014)                         | 24                            |
| الإكوادور              | السابعة       | المركز الثالث (2014)                         | غير مصنفة                     |
| باراغواي               | السادسة       | المركز الرابع (2006)                         | 50                            |
| بيرو                   | السادسة       | المركز الثالث (1998)                         | 59                            |
| الأوروغواي             | السادسة       | المركز الثالث (2006)                         | 68                            |
| فنزويلا                | السابعة       | المركز الثالث (1991)                         | 64                            |

### المرحلة الأولى

#### المجموعة الأولى
| م | الفريق     | لعب | ف | ت | خ | أ.له | أ.ع | أ.ف | نقاط | التأهل                  |
| - | ---------- | --- | - | - | - | ---- | --- | --- | ---- | ----------------------- |
| 1 | كولومبيا   | 4   | 3 | 1 | 0 | 16   | 2   | +14 | 10   | المرحلة النهائية        |
| 2 | تشيلي (H)  | 4   | 2 | 2 | 0 | 8    | 2   | +6  | 8    | المرحلة النهائية        |
| 3 | باراغواي   | 4   | 2 | 1 | 1 | 7    | 7   | 0   | 7    | ألعاب بان أمريكان 2019 ‏ |
| 4 | الأوروغواي | 4   | 0 | 1 | 3 | 2    | 11  | −9  | 1    |                         |
| 5 | بيرو       | 4   | 0 | 1 | 3 | 1    | 12  | −11 | 1    |                         |

#### المجموعة الثانية
| م | الفريق    | لعب | ف | ت | خ | أ.له | أ.ع | أ.ف | نقاط | التأهل           |
| - | --------- | --- | - | - | - | ---- | --- | --- | ---- | ---------------- |
| 1 | البرازيل  | 4   | 4 | 0 | 0 | 22   | 1   | +21 | 12   | المرحلة النهائية |
| 2 | الأرجنتين | 4   | 3 | 0 | 1 | 12   | 6   | +6  | 9    | المرحلة النهائية |
| 3 | فنزويلا   | 4   | 2 | 0 | 2 | 9    | 6   | +3  | 6    |                  |
| 4 | بوليفيا   | 4   | 1 | 0 | 3 | 1    | 18  | −17 | 3    |                  |
| 5 | الإكوادور | 4   | 0 | 0 | 4 | 3    | 16  | −13 | 0    |                  |

### المرحلة النهائية
| م | الفريق    | لعب | ف | ت | خ | أ.له | أ.ع | أ.ف | نقاط | التأهل                                                    |
| - | --------- | --- | - | - | - | ---- | --- | --- | ---- | --------------------------------------------------------- |
| 1 | البرازيل  | 3   | 3 | 0 | 0 | 9    | 1   | +8  | 9    | كأس العالم للسيدات 2019 وأولمبياد صيف 2020                |
| 2 | تشيلي (H) | 3   | 1 | 1 | 1 | 5    | 3   | +2  | 4    | الملحق الأولمبي بين الكونكاكاف وكونميبول                  |
| 3 | الأرجنتين | 3   | 1 | 0 | 2 | 3    | 8   | −5  | 3    | الملحق بين كونكاكاف وكونميبول ودورة ألعاب بان أمريكا 2019 |
| 4 | كولومبيا  | 3   | 0 | 1 | 2 | 1    | 6   | −5  | 1    | دورة ألعاب بان أمريكا 2019                                |

## بطولة أمم أوقيانوسيا 2018
تأهل منتخب نيوزيلندا إلى الأولمبياد بعد فوزه ببطولة أمم أوقيانوسيا.

### المنتخبات المتأهلة
دخلت جميع المنتخبات الـ11 الأعضاء في اتحاد أوقيانوسيا لكرة القدم (OFC) البطولة. تأهلت المنتخبات السبع الأولى في الترتيب مباشرة إلى البطولة النهائية، بينما تنافست المنتخبات الأربعة المتبقية في مرحلة تأهيلية للحصول على آخر بطاقة تأهل.
لم تكن تاهيتي وكاليدونيا الجديدة مؤهلتين للمشاركة في بطولة كرة القدم الأولمبية للسيدات كونها أقاليم فرنسية.
| المنتخب             | طريقة التأهل       | عدد المشاركات | أفضل إنجاز سابق                        | تصنيف الفيفا مع بداية البطولة |
| ------------------- | ------------------ | ------------- | -------------------------------------- | ----------------------------- |
| جزر كوك             | تلقائي             | 4             | المركز الثالث (2010، 2014)             |                               |
| كاليدونيا الجديدة   | تلقائي             | 2             | المركز الثالث (1983)                   |                               |
| نيوزيلندا           | تلقائي             | 11            | البطلات (1983، 1991، 2007، 2010، 2014) |                               |
| بابوا غينيا الجديدة | تلقائي             | 9             | الوصافة (2007، 2010، 2014)             |                               |
| ساموا               | تلقائي             | 3             | المركز الرابع (2003)                   |                               |
| تاهيتي              | تلقائي             | 2             | الدور الأول (2010)                     |                               |
| تونغا               | تلقائي             | 4             | المركز الثالث (2007)                   |                               |
| فيجي                | الفائز في التصفيات | 3             | المركز الرابع (1983، 1998)             |                               |

### المرحلة الأولى

#### المجموعة أ
بطولة أمم أوقيانوسيا للسيدات 2018

#### المجموعة ب
بطولة أمم أوقيانوسيا للسيدات 2018

### المرحلة النهائية
|  | نصف النهائي ‏        | نصف النهائي ‏ |                            |   | النهائي | النهائي |
|  |                     |              |                            |   |         |         |
|  | 28 نوفمبر – مارِي    |              |                            |   |         |         |
|  |                     |              |                            |   |         |         |
|  | بابوا غينيا الجديدة | 1            |                            |   |         |         |
|  | بابوا غينيا الجديدة | 1            | 1 ديسمبر – نوميا           |   |         |         |
|  | فيجي                | 5            |                            |   |         |         |
|  | فيجي                | 5            | فيجي                       | 0 |         |         |
|  | 28 نوفمبر – ليفو    |              | فيجي                       | 0 |         |         |
|  |                     | نيوزيلندا    | 8                          |   |         |         |
|  | نيوزيلندا           | نيوزيلندا    | 8                          | 8 |         |         |
|  | نيوزيلندا           |              |                            | 8 |         |         |
|  | كاليدونيا الجديدة   | 0            |                            |   |         |         |
|  | كاليدونيا الجديدة   | 0            | مباراة تحديد المركز الثالث |   |         |         |
|  |                     |              |                            |   |         |         |
|  | 1 ديسمبر – نوميا    |              |                            |   |         |         |
|  |                     |              |                            |   |         |         |
|  | بابوا غينيا الجديدة | 7            |                            |   |         |         |
|  | بابوا غينيا الجديدة | 7            |                            |   |         |         |
|  | كاليدونيا الجديدة   | 1            |                            |   |         |         |

## التأهل من خلال تصفيات كأس العالم 2019 للسيدات من الاتحاد الأوروبي
قالب:تصفيات البطولات النسائية (UEFA)
تأهلت تسعة فرق من الاتحاد الأوروبي إلى كأس العالم، حيث حصلت الفرق الثلاثة الأفضل في ترتيب كأس العالم على مكان للتأهل للألعاب الأولمبية. بلغ ثلاثة فرق من الاتحاد الأوروبي نصف نهائي كأس العالم، مما منحها فرصة التأهل للألعاب الأولمبية وهي بريطانيا العظمى (من خلال أداء إنجلترا)، هولندا والسويد، حيث تمكنت السويد من إقصاء الأبطال الأولمبيين الحاليين ألمانيا.
تأهلت بريطانيا العظمى عبر أداء إنجلترا في كأس العالم (وهي آلية تم استخدامها بنجاح سابقًا من قبل فريق بريطانيا في رياضات مثل هوكي الميدان والرجبي السبعيات)، بناءً على صيغة تم الاتفاق عليها من قبل الاتحادات الأربعة لكرة القدم في بريطانيا (إنجلترا، أيرلندا الشمالية، اسكتلندا، وويلز). كما تأهل منتخب اسكتلندا إلى كأس العالم، لكن بموجب الاتفاق الذي ينص على أن الفريق الأعلى تصنيفًا من الدول البريطانية هو الذي يمثل بريطانيا في التأهل الأولمبي، لم يتم أخذ أدائهم في الحسبان. وبناءً على ذلك، ستتأهل لاعبات اسكتلندا، بالإضافة إلى اللاعبات من ويلز وأيرلندا الشمالية، للانضمام إلى فريق بريطانيا العظمى في طوكيو.

### الفرق المتأهلة من الاتحاد الأوروبي
| الفريق                       | التأهل عبر         | تاريخ التأهل   | عدد المشاركات في النهائيات | آخر مشاركة | سلسلة المشاركات | أفضل إنجاز سابق      | أداء 2019     |
| ---------------------------- | ------------------ | -------------- | -------------------------- | ---------- | --------------- | -------------------- | ------------- |
| هولندا                       | فائزون في التصفيات | 13 نوفمبر 2018 | 2                          | 2015       | 2               | دور الـ16 (2015)     | الوصافة       |
| السويد                       | فائزون في التصفيات | 4 سبتمبر 2018  | 8                          | 2015       | 8               | الوصافة (2003)       | المركز الثالث |
| إنجلترا (لـ بريطانيا العظمى) | فائزون في التصفيات | 31 أغسطس 2018  | 5                          | 2015       | 4               | المركز الثالث (2015) | المركز الرابع |
| فرنسا                        | البلد المضيف       | 19 مارس 2015   | 4                          | 2015       | 3               | المركز الرابع (2011) | دور الثمانية  |
| ألمانيا                      | فائزون في التصفيات | 4 سبتمبر 2018  | 8                          | 2015       | 8               | البطلة (2003، 2007)  | دور الثمانية  |
| إيطاليا                      | فائزون في التصفيات | 8 يونيو 2018   | 3                          | 1999       | 1               | دور الثمانية (1991)  | دور الثمانية  |
| النرويج                      | فائزون في التصفيات | 4 سبتمبر 2018  | 8                          | 2015       | 8               | البطلة (1995)        | دور الثمانية  |
| إسبانيا                      | فائزون في التصفيات | 8 يونيو 2018   | 2                          | 2015       | 2               | الدور الأول (2015)   | دور الـ16     |
| إسكتلندا                     | فائزون في التصفيات | 4 سبتمبر 2018  | 1                          | –          | 1               | الظهور الأول         | الدور الأول   |

إليك الترجمة والتنسيق باستخدام تنسيقات ويكي بشكل صحيح:
---

## بطولة CONCACAF التأهيلية لأولمبياد 2020
تأهلت كل من الولايات المتحدة وكندا إلى الأولمبياد بعد فوزهما في نصف نهائي بطولة CONCACAF التأهيلية لأولمبياد 2020.

### دور المجموعات

#### المجموعة أ
بطولة الكونكاكاف المؤهلة للألعاب الأولمبية للسيدات 2020

#### المجموعة ب
بطولة الكونكاكاف المؤهلة للألعاب الأولمبية للسيدات 2020

### الدور النهائي
بطولة الكونكاكاف المؤهلة للألعاب الأولمبية للسيدات 2020

## بطولة التأهل للأولمبياد CAF 2020
تأهلت زامبيا إلى الأولمبياد بفوزها في البطولة المؤهلة. كما تأهلت الكاميرون إلى الدور النهائي بعد فوزها في البطولة، وستتنافس في مباراة فاصلة ضد تشيلي، التي حصلت على المركز الثاني في بطولة CONMEBOL المؤهلة.

### الجدول الزمني
2020 CAF Women's Olympic Qualifying Tournament

## بطولة التأهل للأولمبياد AFC 2020
تأهلت أستراليا والصين إلى الأولمبياد بعد فوزهما في الجولة الفاصلة من بطولة التأهل للأولمبياد.

### الفرق المتأهلة
| الفرق المتأهلة للدور الثالث                                  | الفرق المتأهلة للدور الثاني | الفرق المتأهلة للدور الأول                | الفرق المتأهلة للدور الأول              | الفرق المتأهلة للدور الأول                           | الفرق المتأهلة للدور الأول      | الفرق المتأهلة للدور الأول |
| الفرق المتأهلة للدور الثالث                                  | الفرق المتأهلة للدور الثاني | الوعاء 1                                  | الوعاء 2                                | الوعاء 3                                             | الوعاء 4                        | الوعاء 5 (غير مصنفة)       |
| ------------------------------------------------------------ | --------------------------- | ----------------------------------------- | --------------------------------------- | ---------------------------------------------------- | ------------------------------- | -------------------------- |
| أستراليا · الصين · كوريا الشمالية · كوريا الجنوبية · تايلاند | فيتنام · أوزبكستان          | تايبيه الصينية · ميانمار · الأردن · إيران | الهند · الفلبين · هونغ كونغ · إندونيسيا | الإمارات العربية المتحدة · فلسطين · سنغافورة · نيبال | طاجيكستان · بنغلاديش · المالديف | لبنان · ماكاو1 · منغوليا   |

### الدور الأول
المجموعة A
2020 AFC Women's Olympic Qualifying Tournament
المجموعة B
2020 AFC Women's Olympic Qualifying Tournament
المجموعة C
2020 AFC Women's Olympic Qualifying Tournament
المجموعة D
2020 AFC Women's Olympic Qualifying Tournament

### الدور الثاني
المجموعة A
2020 AFC Women's Olympic Qualifying Tournament
المجموعة B
2020 AFC Women's Olympic Qualifying Tournament
المجموعة C
2020 AFC Women's Olympic Qualifying Tournament

### الدور الثالث
المجموعة A
2020 AFC Women's Olympic Qualifying Tournament
المجموعة B
2020 AFC Women's Olympic Qualifying Tournament

### الدور الفاصل
2020 AFC Women's Olympic Qualifying Tournament
إن منتخب الكاميرون، وصيف بطل أفريقيا، ومنتخب تشيلي، وصيف بطل أمريكا الجنوبية، سيتنافسان في ملحق ذهاب وإياب على مكان في دورة الألعاب الأولمبية.
سُحبت القرعة لترتيب المباريات في 31 يناير 2020 في مقر الفيفا في زيورخ، سويسرا. كان من المقرر أن تقام المباراة الأولى في الكاميرون (وكان الفريق الأفريقي المشارك غير معروف وقت سحب القرعة)، بينما كانت المباراة الثانية ستقام في تشيلي. تم تحديد موعد المباريات في الأصل في 9 و15 أبريل 2020، على أن تقام المباراة الثانية في تشيلي في ملعب "Estadio Tierra de Campeones" في إيكويكي، لكن تم تأجيلها في 17 مارس 2020 بسبب جائحة فيروس كورونا.
بعد أن تم تأجيل الألعاب الأولمبية إلى يوليو 2021، أعلن الفيفا في 30 يوليو 2020 أن المباريات قد تم إعادة جدولتها لتقام في 18 و24 فبراير 2021. كان من المقرر أن تقام المباريات في "Stade Ahmadou Ahidjo" في ياوندي و"Estadio Nacional" في سانتياغو. ومع ذلك، أعلن الفيفا في 4 فبراير 2021 أن المباريات تم تأجيلها مرة أخرى إلى فترة المباريات الدولية للسيدات في أبريل 2021. وتم تأكيد في 22 مارس 2021 أن المباريات قد تم نقلها إلى "Arslan Zeki Demirci Sports Complex" في أنطاليا، تركيا، وأنها ستُقام في 10 و13 أبريل 2021.